# Aproximant de Padé

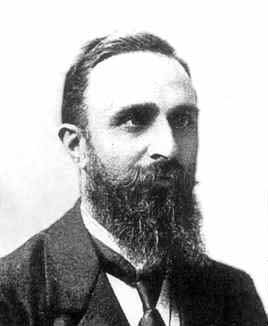
Henri Padé.

L'aproximant de Padé és la millor aproximació a una funció mitjançant una funció racional d'un ordre donat. La sèrie de potències de l'aproximant coincideix amb la sèrie de potències de la funció que es vol aproximar. La tècnica va ser desenvolupada per Henri Padé l'any 1890.
L'aproximant de Padé dona sovint una millor aproximació de la funció que no l'equivalent sèrie de Taylor truncada i, a més a més, es pot aplicar allà on la sèrie de Taylor no convergeix. Per aquesta raó les aproximants de Padé s'empren habitualment en càlculs computacionals. També han estat utilitzades com a funcions auxiliars per aproximacions diofàntiques i en la Teoria de nombres transcendentals, tot i que per obtenir resultats nítids, els mètodes ad hoc, en algun sentit inspirats en la teoria de Padé, solen substituir-los. Com que l'aproximant de Padé és una funció racional, es pot produir un punt singular artificial com a aproximació, però això es pot evitar mitjançant l'anàlisi de Borel-Padé.
La raó per la qual l'aproximant de Padé tendeix a ser una aproximació millor que la sèrie de Taylor truncada és clara des del punt de vista del mètode de suma de punts múltiples. Com que hi ha molts casos en què l'expansió asimptòtica a l'infinit es converteix en 0 o una constant, es pot interpretar com la "aproximació incompleta de dos punts de Padé", en què l'aproximació ordinària de Padé correspon a una millora del truncatge de la sèrie de Taylor.

## Definició
Donada una funció f i dos enters m ≥ 0 i n ≥ 1, l'aproximant de Padé d'ordre (m, n) és la funció racional
{\displaystyle R(x)={\frac {\sum _{j=0}^{m}p_{j}x^{j}}{1+\sum _{k=1}^{n}q_{k}x^{k}}}={\frac {p_{0}+p_{1}x+p_{2}x^{2}+\cdots +p_{m}x^{m}}{1+q_{1}x+q_{2}x^{2}+\cdots +q_{n}x^{n}}}}
que coincideix amb {\displaystyle f(x)} al màxim ordre possible:
{\displaystyle {\begin{aligned}f(0)&=R(0),\\f'(0)&=R'(0),\\f''(0)&=R''(0),\\&\vdots \\f^{(m+n)}(0)&=R^{(m+n)}(0).\end{aligned}}}
De manera equivalent, l'expansió en sèries de Maclaurin de {\displaystyle R(x)} (sèries de Taylor a l'origen), els sueus primers m + n termes cancel·larien els primers m + n termes de {\displaystyle f(x)}, i per tant
{\displaystyle f(x)-R(x)=c_{m+n+1}x^{m+n+1}+c_{m+n+2}x^{m+n+2}+\cdots }
L'aproximant de Padé és única per a uns m i n donats. És a dir que els coeficients {\displaystyle p_{0},p_{1},\dots ,p_{m},} {\displaystyle q_{1},\dots ,q_{n}} poden ser determinats unívocament. És per motius d'unicitat que s'escull el terme zero del denominador de {\displaystyle R(x)} igual a 1. D'altra manera el numerador i el denominador de {\displaystyle R(x)} serien únics excepte per una constant de proporcionalitat.
L'aproximant de Padé definida més amunt també es pot escriure
{\displaystyle [m/n]_{f}(x).\,}

## Computació
Per a una {\displaystyle x} donada, les aproximants de Padé es poden calcular mitjançant l'algorisme èpsilon o altres transformacions de seqüència de les sumes parcials
{\displaystyle s_{n}(x)=c_{0}+c_{1}x+c_{2}x^{2}+\cdots +c_{n}x^{n}}
de les sèries de Taylor de {\displaystyle f}. És a dir 
{\displaystyle c_{k}={\frac {f^{(k)}(0)}{k!}}.}
Cal fer notar que {\displaystyle f} pot ser una sèrie formal de potències i, en conseqüència, les aproximants de Padé es poden aplicar també a la suma de sèries divergents.
Una manera de computar un aproximant de Padé es mitjançant un algorisme d'Euclides ampliat pel polinomi màxim comú divisor. La relació
{\displaystyle R(x)=P(x)/Q(x)=T_{m+n}(x){\text{ mod }}x^{m+n+1}}
és equivalent a l'existència d'un factor K(x) tal que
{\displaystyle P(x)=Q(x)T_{m+n}(x)+K(x)x^{m+n+1},}
el qual pot ser interpretat com la identitat de Bézout d'un pas en la computació del màxim comú divisor estès dels polinomis {\displaystyle T_{m+n}(x)} i {\displaystyle x^{m+n+1}}.
En resum, per calcular el màxim comú divisor de dos polinomis p i q, es computa mitjançant la divisió llarga de la seqüència restant
{\displaystyle r_{0}=p,\;r_{1}=q,\quad r_{k-1}=q_{k}r_{k}+r_{k+1},}
on k = 1, 2, 3, ... amb {\displaystyle \deg r_{k+1}<\deg r_{k}\,}, fins que {\displaystyle r_{k+1}=0}.
Per a les identitats de Bézout del màxim comú divisor estès, es calculen simultàniament les dues seqüències polinòmiques
{\displaystyle u_{0}=1,\;v_{0}=0,\quad u_{1}=0,\;v_{1}=1,\quad u_{k+1}=u_{k-1}-q_{k}u_{k},\;v_{k+1}=v_{k-1}-q_{k}v_{k}}
per obtenir la identitat de Bézout en cada pas
{\displaystyle r_{k}(x)=u_{k}(x)p(x)+v_{k}(x)q(x).}
Així, per l'aproximant [m/n] es realitza l'algorisme euclidià ampliat per a
{\displaystyle r_{0}=x^{m+n+1},\;r_{1}=T_{m+n}(x)}
i s'atura a l'última instància que {\displaystyle v_{k}} té un grau n o menor.
Llavors els polinomis {\displaystyle P=r_{k},\;Q=v_{k}} donen l'aproximant de Padé [m/n]. Si es computessin tots els passos del càlcul del divisor comú més gran estès, s'obtindria una anti-diagonal de la taula de Padé.

## Funció zeta de Riemann–Padé
Per estudiar la suma de sèries divergents, com
{\displaystyle \sum _{z=1}^{\infty }f(z),}
pot ser útil introduir la funció zeta de Padé o funció zeta racional com a
{\displaystyle \zeta _{R}(s)=\sum _{z=1}^{\infty }{\frac {R(z)}{z^{s}}},}
on
{\displaystyle R(x)=[m/n]_{f}(x)\,}
és l'aproximant de Padé d'ordre (m, n) de la funció f(x). La regularització zeta a s = 0 pren el valor de la suma de la sèrie divergent.
L'equació funcional per aquesta funció zeta dePadé és
{\displaystyle \sum _{j=0}^{n}p_{j}\zeta _{R}(s-j)=\sum _{j=0}^{m}q_{j}\zeta _{0}(s-j),}
on {\displaystyle p_{j}} i {\displaystyle q_{j}} són els coeficients a l'aproximant de Padé. El subíndex '0' vol dir que l'aproximant és d'ordre [0/0] i, en conseqüència, obtenim la funció zeta de Riemann.

## Mètode DLog Padé
Les aproximants de Padé es poden emprar per trobar els punts crítics i exponents de funcions. A termodinàmica, si una funció f(x) es comporta de manera no-analítica a prop d'un punt x = r com {\displaystyle f(x)\sim \left|x-r\right|^{p}}, el punt x = r rep el nom de punt crític i p l'exponent crític associat de f. Si es coneixen prou termes de l'expansió en sèries de f, es pot trobar una aproximació dels punts crítics i dels exponents crítics dels pols i els residus de l'aproximant de Padé {\displaystyle \left[n/n+1\right]_{g}\left(x\right)} on {\displaystyle g={\frac {f'}{f}}}.

## Generalitzacions
Una aproximant de Padé aproxima una funció d'una variable. Una aproximant de dues variables s'anomena una aproximant de Chisholm, i en moltes variables s'anomena aproximant de Canterbury.

## Aproximant de Padé de dos punts
L'aproximant de Padé convencional va ser determinat per reproduir l'expansió de Maclaurin fins a un determinat ordre. Per això, l'aproximació al valor a part del punt d'expansió pot ser pobre. Això s'evita mitjançant l'aproximant de Padé de dos punts, que és un mètode de sumació de múltiples punts.
A {\displaystyle x=0}, es considera un cas en qual una funció {\displaystyle f(x)} que és expressada per un comportament assimptòtic {\displaystyle f_{0}(x)},
{\displaystyle f\sim f_{0}(x)+o(f_{0}(x))(x\rightarrow 0)}
A més d'això, a {\displaystyle x\rightarrow \infty }, un comportament assimptòtic addicional {\displaystyle f_{\infty }(x)}
{\displaystyle f(x)\sim f_{\infty }(x)+o(f_{\infty }(x))(x\rightarrow \infty )}
Al seleccionar el comportament major de {\displaystyle f_{0}(x),f_{\infty }(x)}, en alguns casos es poden trobar funcions aproximades {\displaystyle F(x)} tals que simultàniament reprodueixen comportant assimptòtic 
desenvolupant l'aproximació de Padé. Com a resultat, al punt {\displaystyle x\rightarrow \infty } on la precisió de l'aproximació pot ser la pitjor en el cas de l'aproximant de Padé convencional, en l'aproximant amb dos punts una bona precisió està garantida. Per tant, l'aproximant amb dos punts dona una bona aproximació global per {\displaystyle x=0\sim \infty }.
En casos en els que {\displaystyle f_{0}(x),f_{\infty }(x)} són expressats per polinomis o sèries d'exponents negatius, funcions exponencials, logarítmiques, {\displaystyle x\ln x}, o fins i tot equacions diferencials, es pot aplicar l'aproximant de dos punts de Padé per {\displaystyle f(x)}. A més, el primer zero no trivial de la funció zeta de Riemann pot ser estimat amb certa precisió a partir del comportament assimtòtic on l'eix real.

## Aproximant de múltiples punts
L'aproximant de dos punts es pot estendre a una aproximant de múltiples punts. Aquest mètode tracta punts de singularitat {\displaystyle x=x_{j}(j=1,2,3\cdots ,N)} d'una funció {\displaystyle f(x)} que cal aproximar. Es consideren els casos on les singularitats de la funció s'expressen amb índex {\displaystyle n_{j}} per
{\displaystyle f(x)\sim {\frac {A_{j}}{(x-x_{j})^{n_{j}}}}(x\rightarrow x_{j})}
A més de l'aproximant de dos punts que inclou informació a {\displaystyle x=0,x\rightarrow \infty }, aquest mètode redueix la propietat de divergir a {\displaystyle x\sim x_{j}}. Com a resultat, com que la informació de la peculiaritat de la funció és captada, l'aproximació d'una funció {\displaystyle f(x)} es pot obtenir amb gran precisió.